# Димитрије Ростовски
Митрополит Димитрије Ростовски (световно име Данила Саввич Туптало; 11. децембра 1651, Макаров код Кијева - 28. октобар 1709, Ростов) — епископ Руске православне цркве, митрополит Ростовски и Јарославски; духовни писац, агиограф, проповедник, учитељ.
Биографија
Школовао се у Братском училишту при Богојављењској цркви у Кијеву. У осамнаестој години прима монашки постриг у манастиру Светог Кирила у Кијеву и добија име Димитрије. Митрополит Јосиф Тукаљски поставља га у чин јерођакона 1669. Уследило је рукополагање у чин јеромонаха 1675. и постављење за проповедника при Черњиговској епархији од тамошњег архиепископа Лазара Барановича. Убрзо се глас о надареном проповеднику раширио по читавој Украјини и Литванији, тако да га многе обитељи позивају да у њима казује своје беседе.
Руковођен благочастивим усрђем за учвршћење већ угроженог православља, Димитрије почиње да проповеда у Литванији, у манастиру Светога Духа у Вилну и Слуцком манастиру Преображења Господњег. Вративши се после три године у Украјину, настанио се у Николајевском Крупицком манастиру у Батурину. 1681. постављен је за игумана Максаковског манастира Преображења Господњег, а следеће године преведен је у Батурински манастир; убрзо се одриче игуманског чина у жељи да се посвети усамљеничком животу. У то доба прима позив од архимандрита Кијевопечерског манастира Варлаама да дође у Лавру и почне се бавити сакупљањем, исправљањем и издавањем житија светих (Четјих Минеја), што он и прихвата. 1686. на наговарање хетмана Мазепе и свештенства поново преузима дужност игумана у Батуринској обитељи; 1697. постављен је за игумана манастира Светог Кирила у Кијеву, затим произведен у чин архимандрита Успењског манастира у Черњигову, а 1699. послат је у Новгород-Северски манастир. 1701. хиротонисан за митрополита Тобољског и Сибирског, да би 1702. био преведен на катедру Митрополије Ростовске и Јарославске. Овде оснива богословију, а успехе доживљава и у борби са многобројним расколницима настањеним на тлу поверене му епархије; пише поуке народу, бави се богословским радом.
Оставио за собом бројна дела: Четје Минеје, на којима је радио 20 година, збирку поука Духовни азбучник, апологетске и полемичке списе, више летописа, духовне песме и драме у стиху. Ростовском епархијом управљао је само седам година; умро је 28. октобра 1709. и погребен у манастиру Светог Јакова у Ростову. Његове нетрулежне мошти обретене су 21. септембра 1752. Канонизован 1757. на основу осведочености у нетрулежност његових моштију и истинитост чудеса која су се крај њих дешавала.
Спомен му се слави 28. октобра (дан упокојења) и 21. септембра (дан обретења моштију).